# 이신애 (독립운동가)
이신애(李信愛, 이자경(李慈卿), 1891년(고종 28년) ~ 1982년, 평안북도 구성 출생)는 한국의 여성 독립운동가, 여성계몽운동가이다. 본관은 전주(全州), 아버지는 이세건(李世建)이다. 1963년 건국훈장 독립장이 추서됐다.

## 생애
1913년 호수돈여학교(好壽敦女學校) 3학년에 재학 중 결핵에 걸려 중퇴하고 그 다음해 4월 원산성경학교(元山聖經學校)를 졸업했다. 그 후 원산 루씨여학교(樓氏女學校) 두남리(斗南里) 분교의 교사로 재직하면서 학생들을 가르쳤다.
그러다 1918년 손정도(孫貞道) 목사를 만나 독립운동을 결심하고, 그 해 12월 교사직을 사직한 뒤 서울에 올라와 3·1운동에 참가했다. 5월에는 여성 독립운동 단체인 혈성부인회(血誠婦人會)에 가입한 뒤 간부가 되어 장선희(張善嬉) 등과 함께 상하이 대한민국 임시정부의 군자금을 모금했으며, 9월에는 강우규(姜宇奎)의 사이토 총독 암살을 지원했다. 10월에는 독립대동단(獨立大同團)에 입단해 사무를 담당하는 한편, 기관지인 《대동신보(大同申報)》의 간행에 관여했다. 11월에는 단장 전협(全協)의 지시를 받고 의친왕(義親王)의 상하이 망명을 주선했으나 12월 의친왕의 망명이 실패해 단원 4명과 함께 일경에 체포되었다.
체포된 뒤 서대문 형무소에서 미결수로 복역 중 1920년 3월 유관순(柳寬順)과 함께 3·1운동 1주년을 기념해 옥중에서 만세운동을 전개하였다. 이 사건으로 유관순은 고문을 받던 도중 사망하고, 이신애는 유방이 파열되는 심각한 부상을 입었다. 그 후 징역 4년을 선고받고서 3년 8개월간 복역하고 출감했다. 1945년 광복이 되자 충남 공주에서 한국부인회(韓國婦人會)를 조직해 여성계몽운동에 힘썼다.

## 관련 작품
- 영화 《1919 유관순》 (2019년, 이신애 역 : 문보람)